# Oswald Baker
Oswald Charles Baker (Clowne, 1º maggio 1915 – Downham Market, 2 luglio 2004) è stato un presbitero inglese di posizione cattolica tradizionalista, molto seguito negli ambienti radicali alternativi del cattolicesimo in Inghilterra.

## Formazione religiosa e ministero
Studiò in una scuola dei gesuiti a Isleworth, nel Middlesex. Alla ricerca di un ordine nel quale entrare, venne respinto sia dai gesuiti che dai domenicani.
Alla fine della sua formazione presso il seminario dell'Arcidiocesi di Birmingham, egli ricevette l'ordinazione sacerdotale nel 1942. Dopo gli abituali anni da cappellano, nel 1949 venne nominato parroco di San Domenico a Downham Market nel Norfolk.

## Tradizionalismo
Il suo rifiuto di celebrare il servizio divino col Messale di Paolo VI provocò nel 1975 una pubblica curiosità. Certamente veniva abitualmente permesso a preti anziani di poter continuare a usare i libri liturgici precedenti al Concilio Vaticano II, tuttavia in questo caso le autorità ecclesiastiche si opposero, perché la popolazione cattolica di un paese di campagna veniva privata della possibilità di celebrare la messa nella forma rinnovata.
Poiché Baker persisteva nel suo rifiuto, venne esonerato dai suoi doveri di parroco; mantenne però il suo diritto di alloggiare in canonica e non fu sospeso dal sacerdozio. Con l'aiuto di un agiato benefattore egli acquistò una casa in città e lì fondò, per la sua messa tridentina, la cappella San Pio V.

## Il sedevacantismo
Baker accolse con favore l'attività della Fraternità sacerdotale San Pio X in Inghilterra, ma poi ruppe con essa poiché egli accusava di eresia Paolo VI e Giovanni Paolo II, e a causa di ciò li dichiarò decaduti dalla loro carica.
Con gli anni la sua comunità arrivò a contare una ventina di membri. Anche l'attore e regista del film La Passione di Cristo Mel Gibson, figlio del noto sedevacantista statunitense Hutton Gibson, frequentava spesso la cappella di Baker.